# DFC Heidenreichstein
Der Damenfußballclub Heidenreichstein ist ein österreichischer Frauenfußballverein aus Heidenreichstein. Die Mannschaft spielte mehrere Jahre in der ÖFB-Frauenliga.

## Geschichte
Der DFC Heidenreichstein entstand 1981 als Abteilung des Fußballclubs Heidenreichstein, machte sich aber später selbständig. 1985 spielte die Mannschaft erstmals zweitklassig, als sie in der vom Wiener Fußball-Verband veranstalteten Damenliga Ost antrat. 1987 stieg sie als Tabellenführer erstmals in die erste Liga auf. Nach drei Jahren stieg der Klub in die zweite Liga ab, schaffte aber 1992 die Rückkehr. Als Tabellen-Dritter der Spielzeit 1993/94 erreichte die Mannschaft ihr bestes Ergebnis, ehe sie 1998 erneut abstieg. In den folgenden Jahren spielte sie zweitklassig, bis am Ende der Spielzeit 2009/10 ein Abstiegsplatz belegt wurde und der Klub in die drittklassige Landesliga abstieg. Seit 2016 spielt der Klub wieder in der Niederösterreichischen Landesliga.